# 英雄の書
『英雄の書』（えいゆうのしょ）とは、宮部みゆきのファンタジー小説である。毎日新聞夕刊の連載小説であった。2009年2月に毎日新聞社から単行本が刊行された。

## 書籍情報
- 単行本（上）：2009年2月[1]、毎日新聞社、ISBN 978-4-620-10733-2
- 単行本（下）：2009年2月[2]、毎日新聞社、ISBN 978-4-620-10734-9
- 新書：2012年6月27日発売[3]、カッパ・ノベルス、ISBN 978-4-33-407706-8
- 文庫本（上）：2011年4月25日[4]、新潮文庫、ISBN 978-4-10-136933-4
- 文庫本（下）：2011年4月25日[5]、新潮文庫、ISBN 978-4-10-136934-1